# 南邦貢戈
8°1′S 14°12′E / 8.017°S 14.200°E
南邦貢戈（葡萄牙語：Nambuangongo），是安哥拉的城鎮，位於該國西北部，由本哥省負責管轄，北鄰布拉阿通巴，面積5,604平方公里，2013年人口120,000，人口密度每平方公里21人。